# María Sol Branz

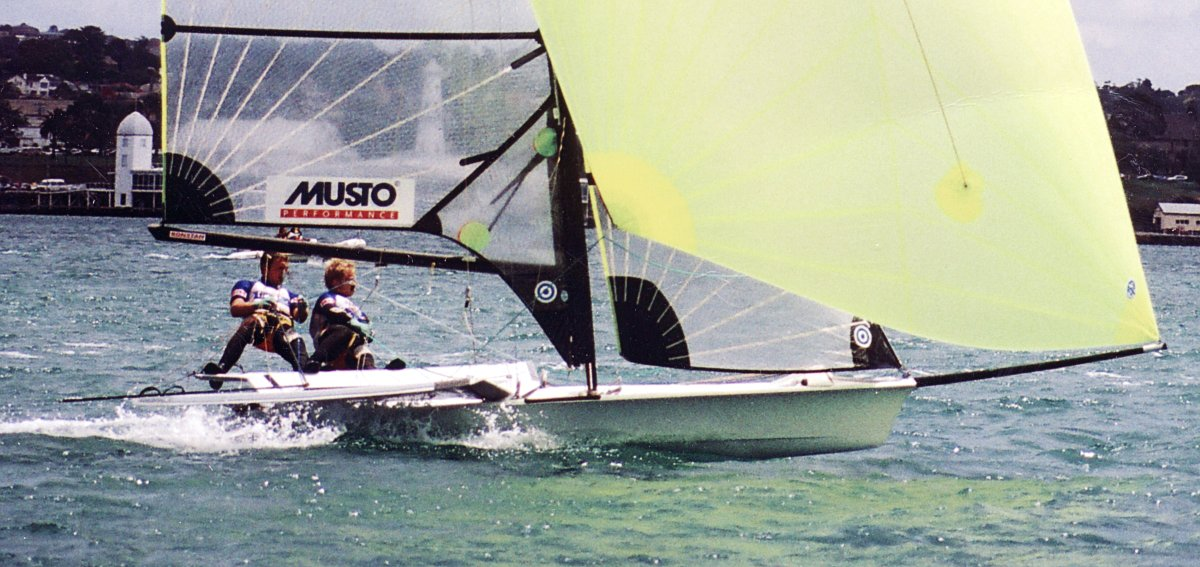
Embarcación de la clase 49er FX

María Sol Branz, conocida como Sol Branz, (Martínez (Buenos Aires), 6 de febrero de 1990) es una regatista argentina especializada en clase 49er FX. Integrante del equipo olímpico argentino de vela en los Juegos Olímpicos de Río de Janeiro de 2016 y Tokio 2020. Medalla de oro en los Juegos Panamericanos de 2015 y campeona sudamericana 2016. Compite junto a Victoria Travascio.

## Carrera deportiva
- 2012. Semana de Buenos Aires (clase 29er) Buenos Aires (ARG): 3.º
- 2013. Mundial Marseille (FRA): 18.º
- 2014. 
  - Copa del Mundo ISAF Miami (EE. UU.): 12.º
  - Norteamericano Miami (EE. UU.): 12.º
  - Copa del Mundo ISAF Palma de Mallorca (ESP): 25.º
  - Copa del Mundo ISAF Hyeres (FRA): 26.º
  - Semana Olímpica Riva del Garda (ITA): 15.º
  - Europeo Helsinki (FIN): 23.º
  - Test Olímpico Río de Janeiro (BRA): 14.º
  - Mundial Santander (ESP): 32.º
  - Semana de Buenos Aires (ARG): 5.º
- 2015
  - Copa del Mundo ISAF Abu Dhabi (EAU): 11.º
  - Sudamericano Río de Janeiro (BRA): 16.º
  - Copa del Mundo ISAF Miami (EE. UU.): 7.º
  - Northeamericano Clearwater (EE. UU.): 3.º
  - Trofeo Princesa Sofía Palma de Mallorca (ESP): 21.º
  - Copa del Mundo ISAF Hyeres (FRA): 20.º
  - Juegos Panamericanos Toronto (CAN): 1.º
  - Aquece Río Test Event Río de Janeiro (BRA): 5.º
  - Semana de Buenos Aires (ARG): 1.º
  - Campeonato Sudamericano Buenos Aires (ARG): 3.º
  - Campeonato Mundial Buenos Aires (ARG): 11.º
- 2016
  - Copa del Mundo ISAF Miami (EE. UU.): 8.º
  - Campeonato Mundial Clearwater Florida (EE. UU.): 18.º
  - Campeonato Europeo Barcelona (ESP): 4.º
  - IV Campeonato Sudamericano Río de Janeiro (BRA): 1.º
  - Semana Internacional Río de Janeiro (BRA): 1.º
  - Juegos Olímpicos Río de Janeiro (BRA): 13.º